# 원주고속버스터미널
원주고속버스터미널은 강원특별자치도 원주시 단계동에 있었던 고속버스 터미널이다. 바로 옆에 원주시외버스터미널이 있다.
1972년 7월 15일부터 운영을 시작했으며, 현재의 터미널은 2002년에 이전했다. 동부고속에서 운영했고, 2층 규모에 승차홈은 8개였다. 고속버스 전산망상의 터미널 번호는 240이다.
남원주 나들목과 멀지 않은 곳에 있으나, 동대구행을 제외한 대부분의 노선들은 문막 혹은 우산동을 거쳐서 목적지로 갔으며 서울 - 원주 고속버스 노선에 프리미엄 버스가 추가된 후에는 일부 시간대에 문막을 무정차했다. 단, 원주혁신도시 노선은 본래 터미널이 중간 경유지였다가 현재는 별도의 노선으로 사실상 분리됐다.
2022년 초 동부고속이 부지 전체를 서울의 한 부동산개발 업체에 매각했으며, 동부고속으로부터 터미널 부지 및 건물을 사들인 업체 측이 터미널 운영을 거절해 이전이 불가피해졌다. 해당 개발업체는 재개발 의사를 밝혀서 2022년 6월에 터미널 퇴거를 통보했고, 동부고속은 바로 옆의 원주시외버스터미널 입주도 거부당했다. 원주시청에서는 단계동에 고속버스 임시 승강장을 설치하여 운영하기로 했으나, 임시 승강장을 설치한 지점이 건축물을 올릴 수 없는 완충녹지구역으로 드러나 단 3일 만에 철거하면서 고속터미널 운영에 위기를 맞았다.
이 문제가 지역에서 이슈로 떠오르자 해당 개발업체가 일단 2022년 10월까지 터미널 퇴거를 보류시켰고, 동부고속 측도 반곡동에 차고지 부지를 매입하여 임시로 박차장으로 이용할 준비를 하는 것으로 전해졌다. 또한 동부고속 측이 원주시외버스터미널 운영사인 동신운수와 통합 운영에 대해 다시 협상 중인 것으로 알려졌고, 원주시청의 중재로 양사가 터미널 통합 운영에 합의했다.
2022년 12월 12일을 마지막으로 고속터미널의 운영을 종료했으며, 2022년 12월 13일에 통합식을 열고 원주시외버스터미널로 이동했다. 이에 따라 원주시외버스터미널은 원주종합버스터미널로 개칭한다.

## 이전 운행 노선
- 2015년 11월 4일부터 진주행 노선이 신설되었다.[7] 강원도에서 보기 드문 서부경남방면 노선이지만 이용률이 저조해 1일 2회로 감회되었으며, 남원주IC를 통한 중앙고속도로 관통 대신 문막 및 선산휴게소 경유로 변경됐다. 그럼에도 코로나19의 여파로 우등고속 1회만 운행하는 것으로 또 감회되었고, 결국 2022년 3월을 마지막으로 폐지됐다.
- 2015년 12월 22일 서울(영동선)를 출발하여 문막과 고속버스터미널을 경유해서 원주혁신도시에 도착하는 노선이 2회로 신설되었지만, 2021년 3월 16일 9회로 증회되면서 문막 및 터미널 경유 대신 기업도시 경유로 변경되어 사실상 별개의 노선이 됐다. 이에 따라 혁신도시행은 문막 및 터미널에 들어오지 않는다.
- 2017년 6월 1일부터 동대구행 노선이 신설됐으며, 2019년에 4회에서 7회로 증회했고. 2022년 7회에서 10회로 증회됐다. 참고로 대구방면은 시외버스도 있는데, 춘천착발로 홍천과 횡성을 거쳐 들어오는 노선으로 북부정류장 및 서부정류장으로 간다.
- 본래 서울 - 원주 고속버스 노선은 모두 문막에서 중간 승하차했지만, 2020년에 프리미엄 버스의 운행을 시작하면서 문막에는 일부 시간대에만 들어오는 것으로 조정됐다.

| 운행 노선       | 운행업체          | 운행구간 | 운행구간 | 운행구간 | 경유지     | 배차 간격 (분) | 시간표                                                                       |
| --------------- | ----------------- | -------- | -------- | -------- | ---------- | -------------- | ---------------------------------------------------------------------------- |
| 원주 ↔ 서울경부 | 중앙고속 동부고속 | 원주     | ↔        | 서울경부 | 문막       | 15~20          | 첫차:06:50(원주 기준(월)) 첫차:06:50(원주 기준(화~일)) 막차:23:00(원주 기준) |
| 원주 ↔ 강릉     | 대원고속          | 원주     | ↔        | 강릉     | 삼한주유소 | 40~60          | 첫차:06:10(원주 기준) 막차:20:50(원주 기준)                                  |
| 원주 ↔ 광주     | 금호고속 중앙고속 | 원주     | ↔        | 광주     | 문막       | 4회            | 07:00, 10:00, 13:00, 1700, 19:00                                             |
| 원주 ↔ 동대구   | 코리아와이드경북  | 원주     | ↔        | 동대구   | 무정차     | 10회           | 07:00, 08:30, 10:00, 11:30, 13:00, 14\|:30, 16:00, 17:30, 19:00 20:30        |

## 같이 보기
- 원주시외버스터미널